# Lexikon der deutschen Geschichte
Das Lexikon der deutschen Geschichte. Ereignisse – Institutionen – Personen. Von den Anfängen bis zur Kapitulation 1945 ist ein Nachschlagewerk zur Geschichte Deutschlands, Österreichs und des Heiligen Römischen Reiches. Durch die räumliche Begrenzung auf das Heilige Römische Reich werden auch Gebiete behandelt, die nur zeitweilig zu diesem Gebilde gehörten. So wird beispielsweise die Geschichte der Schweiz bis zu ihrem endgültigen Ausscheiden aus dem Reich 1648 berücksichtigt. Darüber hinaus werden auch Gebiete in den Niederlanden, in Norditalien und im Baltikum erfasst, soweit sie in einem Zusammenhang zum Reich standen.
Die zeitliche Eingrenzung beginnt mit der Völkerwanderung der germanischen Stämme bis zur deutschen Kapitulation am Ende des Zweiten Weltkriegs. Österreich wurde aufgrund der vielfältigen Beziehungen, auch nach dem Ende des Heiligen Römischen Reiches 1806, bis 1945 vollständig erfasst.
Im Jahr 2002 erschien unter dem Titel Lexikon der deutschen Geschichte 1945–1990. Ereignisse – Institutionen – Personen im geteilten Deutschland ein zweiter Band, der die deutsche Nachkriegsgeschichte behandelt. Der Fokus liegt dabei auf der politischen, gesellschaftlichen und wirtschaftlichen Entwicklung der Bundesrepublik und der DDR vor der Wiedervereinigung.

## Volltitel
- Gerhard Taddey (Hrsg.): Lexikon der deutschen Geschichte – Ereignisse, Institutionen, Personen von der Zeitwende bis zum Ausgang des  2.ten Weltkrieges. Kröner 1977. In der dritten überarbeiten Auflage mit leicht geändertem Titel: Lexikon der deutschen Geschichte. Ereignisse, Institutionen, Personen. Von den Anfängen bis zur Kapitulation 1945. Kröner, Stuttgart 1998, ISBN 3-520-81303-3.
- Michael Behnen (Hrsg.): Lexikon der deutschen Geschichte 1945–1990. Ereignisse – Institutionen – Personen im geteilten Deutschland. Kröner, Stuttgart 2002, ISBN 3-520-83401-4.